# DNAJB1
El miembro 1 de la subfamilia B del homólogo DnaJ  es una proteína que en humanos está codificada por el gen DNAJB1.

## Interacciones
Se ha demostrado que DNAJB1 interacciona con:
- HSPA4[4]
- STUB1[5]